# Alpha Protocol
Alpha Protocol – fabularna gra akcji, której premiera odbyła się 28 maja 2010 w Europie i 1 czerwca 2010 w Ameryce Północnej. Gra jest przeznaczona na PC, Xbox 360 i PlayStation 3.

## Rozgrywka i fabuła
Pod względem fabularnym Alpha Protocol stanowi połączenie kryminału i thrillera, w którym akcję obserwuje się z perspektywy trzeciej osoby. Gracz wciela się w Michaela Thortona, doskonale wyszkolonego agenta CIA. Tytułowy protokół Alfa wchodzi w życie wraz z koniecznością przejścia rządowego agenta wysokiego stopnia do pełnej konspiracji. Agent Thorton jest jedyną osobą mogącą przeciwdziałać nadciągającej międzynarodowej katastrofie. Niestety, Thorton został opuszczony przez ludzi, którym dotychczas wiernie służył i nie mogą stanowić oparcia. Aby zapobiec najgorszemu, musi całkowicie odciąć się od dotychczasowego życia i porzucić tych, których przysięgał chronić.